# 非禮
非禮（英語：Groping），可指性騷擾，是指未經對方同意或意願、同性或異性之間的身體接觸，含性意識。所接觸的部位可能但不限於是敏感部位，接觸手、腳或其他部位同樣有可能視為非禮行為。

## 詞源
非禮原本是指所有不合禮法的行為。《論語·顏淵》，孔子曰：「非禮勿視，非禮勿聽，非禮勿言，非禮勿動。」

## 法律
在法律上，非禮正式名稱為猥褻侵犯，屬刑事罪行。在香港，非禮罪成可囚十年。
英國案例 Regina v. Court [1988] 2 WLR 1071 列明，非禮需符合三點：
1. 被告刻意對受害人作身體接觸
2. 客觀猥褻：該行為對一般人來說，屬猥褻
3. 主觀猥褻：被告刻意作出如此猥褻之行

某種行為屬不屬非禮依照地域、風俗和實際情況而有所不同，例如男性向女性獻吻，只是西方社交禮儀。不過，在其他地方或其他情況，未得他人同意而強吻有可能觸犯非禮罪。例如，在2006年10月，中秋節前夕，香港一位所謂「超級影迷」羅衍發，在商場的舞台上，當眾強吻女藝人官恩娜，結果被判入監兩個月，兼留案底。
香港卻也有案例 R v Fong Chi Wai [1996] 2 HKC 300，被告強吻他人被判非禮不成立。因為和撫摸別人的下體或乳房、強迫他人口交等不同，吻屬不屬猥褻仍視乎情況而定，而案中的吻不屬猥褻。雖然非禮不成立，但被告普通襲擊罪名成立。
在香港，非禮案被告一旦被判罪名成立，受害人是有權以民事方式向被告追討賠償，受害人可以透過法律援助署申請法援、向平等機會委員會求助或自費聘請律師，向干犯非禮罪行的人士索償，一般而言干犯非禮罪行的人士需承擔雙方的民事訟費。受害人一旦獲判勝訴，可得到多達六位數字的賠償，所得足以彌補女性受非禮帶來的傷害。
通常非禮罪，乃普通法地區針對觸摸私密部位等性騷擾行為，但民事法系亦有相關條文針對這些非禮行為，例如台灣地區有《性騷擾防治法》條紋針對非禮行為。
1. 性騷擾防治法第25條：「意圖性騷擾，乘人不及抗拒而為親吻、擁抱或觸摸其臀部、胸部或其他身體私隱處之行為者，處二年以下有期徒刑、拘役或科或併科新臺幣十萬元以下罰金。」「前項之罪，須告訴乃論。」

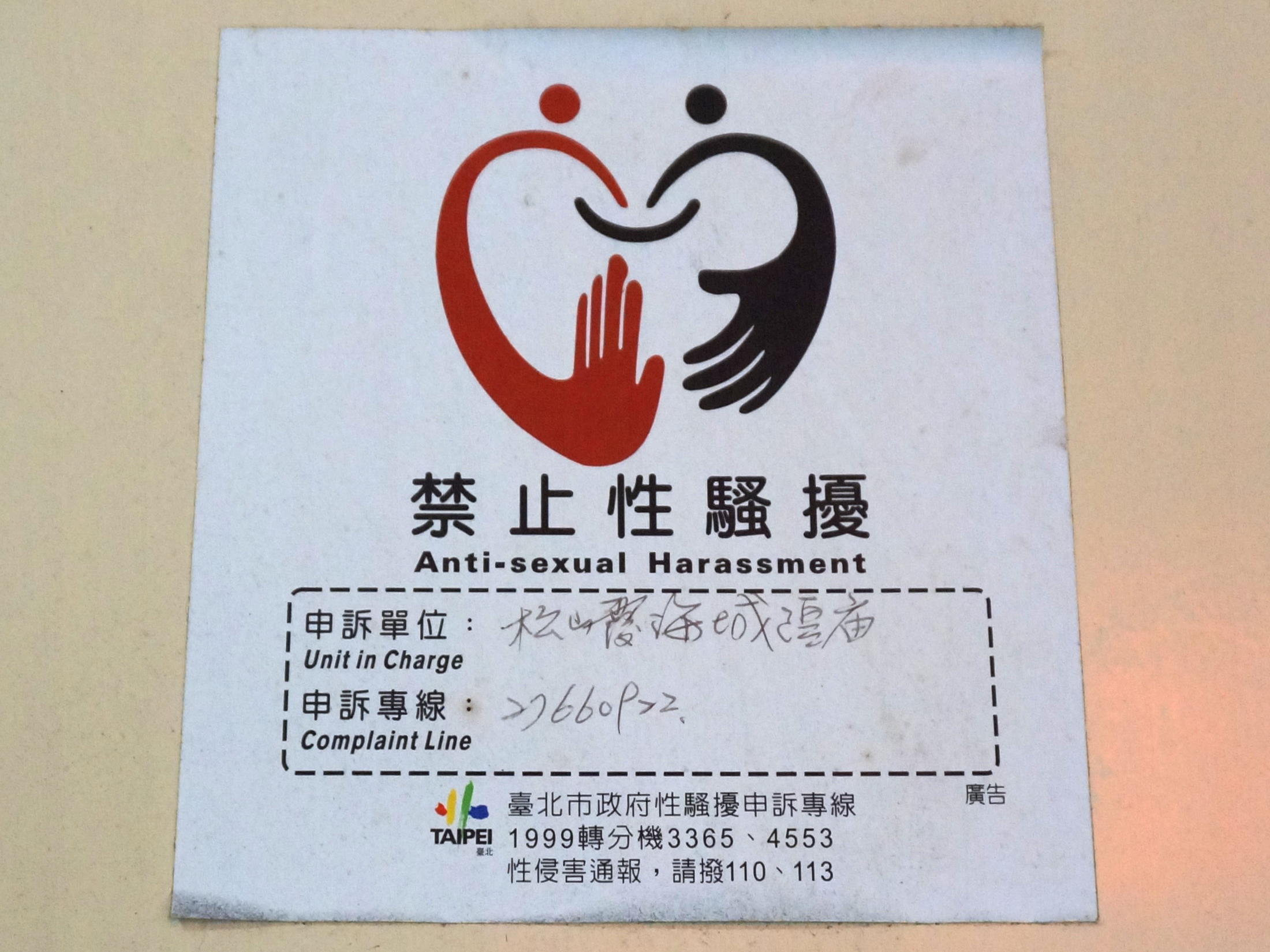
臺北市政府「禁止性騷擾」貼紙

中國大陸亦有相關條文保障相關人士不受性騷擾，例如猥褻罪等。

## 外部連結
- 關注婦女性暴力協會